# La Revue ukrainienne
La Revue ukrainienne était un journal mensuel édité à Lausanne par des dirigeants de l'Union pour la libération de l'Ukraine réfugiés en Suisse. La revue était éditée en langue française et parut de 1915 à 1917.

## Présentation
En 1915, Arthur Seelieb puis Stepan Smal-Stotsky et Andriy Jouk, réfugiés en Suisse, publient le journal La Revue ukrainienne à Lausanne. Ils éditent la revue en langue française, la langue diplomatique internationale, afin que leur combat soit connu dans toute l'Europe. La Revue ukrainienne paraîtra jusqu'en 1917.
Arthur Seelieb veut informer et faire connaître l’histoire et la littérature ukrainiennes. La reconnaissance de l’Ukraine en tant qu’État passe donc ici par la promotion de l’existence d’une nation ukrainienne au bénéfice d’un peuple, d’une langue, d’une histoire, d’une culture et d’un avenir qui doit être distingué ceux de la Russie. Le contenu de La Revue ukrainienne semble ainsi confirmer cette volonté d’utiliser la Suisse comme plateforme pour toucher l’opinion publique internationale et la sensibiliser à la question de l’indépendance ukrainienne.

## Sources
1. ↑  Bibliothèque électronique ukrainienne
2. ↑  Nicolas Morel, La « presse de l’exil » en Suisse pendant la Première Guerre mondiale